# Мтацминда (гора)
Мтацми́нда  (მთაწმინდა с груз. — «Святая гора») — гора в Тбилиси, часть Триалетского хребта.

## География
Расположена на правом берегу реки Кура (грузинское название реки — Мтквари), практически в центре города. Мтацминда доминирует над окружающими возвышенностями и является своеобразным символом столицы Грузии.

## История
На склоне горы находится церковь Святого Давида (Мама-Давити). По преданию, подвижник поселился здесь в VI веке. В XIX веке на месте его молельни была построена каменная церковь. В память об этом событии ежегодно отмечается церковный праздник мамадавитоба.
Вокруг церкви с 1929 года (официальное открытие) существует пантеон «Мтацминда» с многочисленными захоронениями выдающихся людей Грузии — известных писателей, артистов, учёных и национальных героев.
В 1938 году на вершине горы был разбит парк. С обзорных площадок парка открывается вид на лежащий внизу Тбилиси.
По склону горы к парку ведёт с фуникулёрная линия с рестораном на верхней станции. Одна из стен ресторана украшена монументальной фресковой росписью «Посвящение Пиросмани», автор — Николай Игнатов.
В 1955 году на вершине горы была установлена телевизионная вышка. В 1972 году взамен первой вышки была построена телебашня высотой 277,4 м.
Мтацминда воспета в стихах и песнях, в частности, в одной из самых известных грузинских песен «Тбилисо», неофициальном гимне Тбилиси.
На северной стороне горы находится Черепашье озеро и Тбилисский этнографический музей.
В 2024 году была восстановлена канатная дорога от проспекта Руставели.